# Позитрон
Позитронът е елементарна частица, изграждаща антиматерията и представляваща античастица на електрона – двете частици са с еднакви маса и спин, но с противоположен заряд.

## Откриване
Съществуването на позитрона е предсказано теоретически (като пряко следствие) от уравнението на Дирак, релативистичен вариант на уравнението на Шрьодингер, описващо частици със спин 1/2. Пол Дирак, известен със своята скромност и тих характер, попитан по-късно защо е пропуснал да обяви съществуването на позитрона още през 1928 година, казва: „чиста страхливост“.
В съответствие с теорията на Дирак електронът и позитронът могат да се раждат по двойки, като при този процес се „губи“ енергия, равна на енергията на покой на тези частици, 2×0,511 MeV. Експерименталното сравнение на двете частици показва, че имат еднакви свойства и характеристики с изключение на знака на електрическия им заряд.
През 1932 година Карл Дейвид Андерсън открива експериментално позитрона при наблюдение на космическо излъчване с помощта на камерата на Уилсън, поставена в магнитно поле. Той дава и името на позитрона. Той също така предлага (макар и неуспешно) да се смени името на електрона на негатрон. Следите, оставени от позитрона, напомнят тези на електрона, но се отклоняват в обратната посока под действието на магнитното поле, което е свидетелство за противоположен електрически заряд.

## Анихилация
Когато нискоенергиен позитрон се сблъска с нискоенергиен електрон, настъпва анихилация, като в резултат се излъчват два гама фотона, разлитащи се в противоположни посоки. Всеки от тях има енергия по 511 keV (което, както се вижда при сравнение с данните в началото, е енергията на покой на тези частици).

## Приложения
В медицината се използват в позитронно-емисионната томография, на английски известна като PET (Positron emission tomography), при която се получават тримерни изображения на някои части от тялото и процесите в тях. Тези апарати използват радиоизотопи с много малък период на полуразпад, при което се излъчва позитрон. Друго приложение на позитроните е в ускорителите, където в лабораторни условия се изследват сблъсъци между високоенергетични позитрони и електрони.